# Parafia Matki Bożej Ostrobramskiej i św. Wojciecha w Wierzbicy
Parafia Matki Bożej Ostrobramskiej i Świętego Wojciecha w Wierzbicy – parafia rzymskokatolicka w Wierzbicy, należąca do archidiecezji lubelskiej i Dekanatu Siedliszcze. 
Parafia została erygowana w 29 maja 1991 roku. Mieści się przy ulicy Leśnej. Parafię prowadzą księża diecezjalni.